# 부옌데구
부옌데구(Buyende)는 우간다의 구로 행정 중심지는 부옌데이며 면적은 1,880.7km2, 인구는 265,100명(2012년 기준)이다. 행정 구역상으로는 동부 주에 속한다. 북서쪽으로는 아몰라타르 구, 북쪽으로는 카베라마이도 구, 북동쪽으로는 세레레 구, 동쪽으로는 칼리로 구, 남동쪽으로는 루카 구, 남쪽으로는 카물리 구, 서쪽으로는 카융가 구와 접한다.

## 같이 보기
- 동부주 (우간다)
- 키오가호
- 우간다의 행정 구역